# Claiborne (Louisiane)
Pour les articles homonymes, voir Claiborne.
Claiborne est une census-designated place de la paroisse d'Ouachita, en Louisiane, aux États-Unis,. Elle est située entre le refuge de faune national D'Arbonne (en), au nord et l'Interstate 20 (en) au sud.

## Source de la traduction
- (en) Cet article est partiellement ou en totalité issu de l’article de Wikipédia en anglais intitulé « Claiborne, Louisiana » (voir la liste des auteurs).